# Club Deportivo y Cultural Pichincha de Potosí
El Club Deportivo y Cultural Pichincha es un club deportivo profesional de baloncesto de Potosí, Bolivia, fundado el 7 de abril de 1937. Participa en la Liga Boliviana de Básquet (Libobasquet), la más alta categoría del baloncesto boliviano.
El club es representante del Colegio Nacional Pichincha, fundado el 7 de mayo de 1826 por Antonio José de Sucre.
El equipo hizo su ingreso a la liga en el año 2014 como fundador, para participar junto a otros 9 equipos.
En la Libobasquet 2019 se coronó campeón invicto tras ganar 21 partidos al hilo.

## Historia

### Inicios
El Club Deportivo y Cultural Pichincha de Potosí fue fundado el 7 de abril de 1937 en la ciudad de Potosí, en el seno del Colegio Nacional Pichincha con la finalidad de concretizar una Asociación de Deporte Estudiantil del Básquetbol Potosino.
Esta institución deportiva de Potosí, es miembro de la Federación Boliviana de Básquetbol y uno de los fundadores de un total de 12 integrantes de la Liga Boliviana de Básquetbol, fundada el 3 de marzo de 2014.
Asimismo, participa en las expresiones culturales del departamento de Potosí como la entrada de Ch’utillos, rescatando y revalorizando la cultura y heredad potosina y boliviana.

### Debut en Liga
Su primera participación en la Liga Boliviana de Básquetbol fue en el año 2014. En aquel año, la LiboBasquet tuvo 2 torneos: Apertura y Clausura.
En el Apertura, Pichincha jugó en el Grupo B.
Pichincha debutó el 21 de marzo de 2014 enfrentando a Universidad en el Coliseo Gilberto Pareja de Santa Cruz, la victoria fue de Universidad con un puntaje de 80 - 76.
Su primera victoria se produjo en la Fecha 2 del torneo, el 28 de marzo de 2014 en el Coliseo Ciudad de Potosí de Potosí derrotó a La Salle de Tarija con un puntaje de 88 - 73.
Finalizó su participación en el 5to puesto (último puesto) del Grupo B. Jugó 10 partidos, en los cuales obtuvo 3 victorias y 7 derrotas.

### Primer título nacional (2019)
En la temporada 2019, el club logró llegar a la final, donde enfrentó al Nacional Potosí.
Se disputaron tres encuentros, todos jugados en el Coliseo Ciudad de Potosí de Potosí (ya que ambos clubes pertenecen a la misma ciudad).
El primer partido de la final terminó con un resultado favorable a Pichincha, que ganó con un puntaje de 79 - 77.
En el segundo encuentro, el resultado fue de 76 - 70, nuevamente a favor de Pichincha.
Y finalmente, en el tercer y último partido de la final, Pichincha obtuvo otra vez la victoria con un puntaje de 97 - 91, consagrándose así como campeón invicto de la  LiboBasquet.

## Posiciones en liga
| Temporada                         | Nivel | División     | Pos. | Competiciones internacionales | Competiciones internacionales | Competiciones internacionales |
| --------------------------------- | ----- | ------------ | ---- | ----------------------------- | ----------------------------- | ----------------------------- |
| Liga Boliviana de Básquetbol 2022 | 1     | 1.ª División | 1.º  | 1 Liga Sudamericana           | FG                            | 0–3                           |

## Palmarés

### Torneos nacionales
| Competición nacional     | Competición nacional     | Títulos    | Subcampeonatos    |
| ------------------------ | ------------------------ | ---------- | ----------------- |
| Campeonato de Liga (2/3) | Campeonato de Liga (2/3) | 2019, 2022 | 2016, 2017, 2021. |

## Participaciones internacionales
- Liga Sudamericana de Baloncesto 2019
- Liga Sudamericana de Baloncesto 2022